# 小行星2325
小行星2325（2325 Chernykh）是一颗绕太阳运转的小行星，为主小行星带小行星。该小行星于1979年9月25日发现。
該小行星以蘇聯天文學家夫妻尼古拉·切爾尼赫和柳德米拉·切爾尼赫命名。

## 轨道参数
小行星2325的轨道半长轴为3.1440873 UA，离心率为0.170。